# Dalton Brødrene (film)
Dalton-Brødrene (Les Daltons) er en animationsserie fra Xilam produktion. Serien er en spinoff af to sæsoner og handler kun om de fire brødre; Joe, Jack, William og Averell. 
Det meste af tiden bruger brødrene i fængslet, og har kun en ting i hovedet, at stikke af. Gang på gang lykkedes det ikke på grund af følgende:
- De bliver fanget af fængselsvagterne.
- Vagthunden Ratata saboterer ubevist deres flugt, pga. dens manglende intelligens.
- Den lokale Indianerstamme stopper dem, og bringer dem tilbage.

## Om karaktererne
Joe: Som klassisk fra Lucky Luke serien, er Joe den lille hidsige leder, der planlægger alle deres flugtforsøg baseret på information han opfanger i fængslet. Det er vist at Joe nu har lidt flere følelser med hensyn til hans brødre, og nogle gange for kvindelige fanger (Lou) og få gange over for Frk. Betty. Trods at han er lidt mere følelsesmæssigt bundet til hans brødre, stopper det ham ikke for at give dem et par på hovedet hvis de dummer sig, specielt Averell pga. hans stadig manglende intelligens. Joe har det med at afsky mange tilkomne til fængslet, fordi de tit er ham overlegne. 
Jack: Jack har nu fået en lidt mere avanceret personlighed, hvor både han og William egentlig havde en ens personlighed i de originale tegneserier, er han nu den lidt mere stille type som tit læser avis. Han er også blevet lidt mindre påpasselig, da han kan have en smule tendens til at spolere et flugtforsøg, og af og til er han lidt usikker i sig selv. Dette sker meget sjældent, og for det meste kan han tage vare på sig selv. I modsætning til tegneserierne, er han bedre til at kunne afvise uretfærdige straffe som i sidste ende skyldes  Joe. Jack lader ikke til at have nogle følelser over for Frk. Betty, og han lader sig heller ikke påvirke af kindlige gangere så som Lou.
William: Lige som Jack, har William fået en ny karakter, han er nu blevet den kloge af de fire brødre, man kan tit se ham læse en bog eller avis. Hvis der er nogle tekniske eller videnskabelige udfordringer i Joes planer, træder William tit til og forklare videnskabeligt hvordan problemet kan løses. Lige som Jack er han bedre til at kunne fratage sig uretfærdige straffe som i sidste ende er Joes skyld. William har også fået lidt flere følelser i sig, det er påvist at han også har følelser for Frk. Betty, men lader sig ikke påvirke af kvindelige fanger så som Lou. 
Averell: Som i de originale serier, så er Averell ikke den smarteste, men den  rareste. Alle kan lide ham, selv inspektøren kan bedre lide Averell end de øvrige tre brødre. Averell har dog fået nogle talenter, han er en fremragende kok, og en fremragende maler og kunstner. Han er også den eneste som kan lære af indianernes shamans undervisninger i eksempelvis, regndans og meditation. Han har et meget kærligt forhold til Ratata, og er faktisk den eneste af de fire som egentlig kan lide den. Som Jack og William og alligevel modsat,  er Averell langt bedre til at sige fra,  når han føler sig uretfærdigt behandlet af Joe. Alt dette forhindrer ham ikke i at få et par på hovedet af Joe, når han virkelig laver rod og forkludring i Joes planer.
Ratata: Vagthunden Ratata er ligeså uintelligent som altid, hvis ikke dummere end i de originale tegneserier. 
- Fængselsinspektøren: (Bliver kaldt Mr. Peabody):
- Fængselsvagterne:
- Frk Betty: (engelsk, Miss Betty)
- Ming Li Fu

## Ekstra info
I forhold til størstedelen af tegneserien Lucky Luke, er William og Jack byttet, idet er William nu den højeste af de to (i følge deres skaber, Morris, er William originalt lavere end Jack). De to er også de eneste som har fået en helt ny karakter til dem, så nu er alle fire brødre faktisk unikke.
Mange kendte personer så som opfindere og forfattere kommer somme tider til fængslet som fangere, selvom de i virkeligheden aldrig har været dømt for forbrydelser. Det er sandsynligt as Xilam valgte at inkludere dem sådan at børn kan får en breder viden ved at se serien, og det kan også forklare hvorfor William tit forklare noget videnskabeligt. 
Få referencer til Lucky Luke optræder, personlig optræder han ikke selv ud over i en episode hvor brødrene kigger tilbage til deres barndom.
Serien findes ikke på dansk endnu. 
| Film | Spire Denne filmartikel er en spire som bør udbygges. Du er velkommen til at hjælpe Wikipedia ved at udvide den. |